# Amitav Ghosh
Amitav Ghosh (11. července 1956, Kalkata) je bengálský spisovatel z Indie, píšící anglicky. Proslavil se hlavně svými romány s historickými náměty, většinou z asijského prostředí (Barma, Indie, Malajsie aj.). Česky zatím vyšly romány Skleněný palác a Hladový příliv. Reflektuje v nich mj. složité osudy lidí v dobách kolonialismu a v postkoloniálních společnostech. Z tvorby mimo románový žánr vyšla v češtině kniha Ve starobylé zemi, což je velmi vydařené spojení společenskovědního textu s krásnou literaturou.
Narodil se v Kalkatě. Studoval historii a sociologii na Dillíské univerzitě a v Oxfordu, kde získal v roce 1982 doktorát v oboru sociální antropologie. Podle vlastních slov však vždy chtěl být více spisovatelem než antropologem. V roce 2008 byl nominován na Man Bookerovu cenu za svůj román Sea of Poppies. Jeho eseje vycházejí v The New Yorker a New York Times. Žije v New Yorku, ale pravidelně se vrací do Indie, kde má rovněž dům v Goe.

## Dílo
Romány
- The Circle of Reason
- The Shadow Lines
- The Calcutta Chromosome
- The Glass Palace (česky Skleněný palác, 2003[1])
- The Hungry Tide (česky Hladový příliv, 2005[2])
- Sea of Poppies
- River of Smoke
- Flood of Fire (2015)

Eseje
- In an Antique Land (česky Ve starobylé zemi, 2012)
- Dancing in Cambodia, at Large in Burma
- Countdown
- The Imam and the Indian